# Trigonotis haackii
Trigonotis haackii är en strävbladig växtart som beskrevs av Ferdinand von Mueller. Trigonotis haackii ingår i släktet Trigonotis och familjen strävbladiga växter. Inga underarter finns listade i Catalogue of Life.